# MoMA PS1
MoMA PS1, tidigare P.S.1 Contemporary Art Center, är en av de största och äldsta konsthallarna i USA för samtida konst.
MoMA PS1 ligger i Long Island City, Queens, i New York och grundades 1976 av Alanna Heiss, som också var museets ledare fram till 2008. Hennes efterträdare är Klaus Biesenbach, som tidigare bland annat varit verksam i Berlin, där han grundade konstinstitutionen Kunst-Werke Berlin och var en av grundarna av Berlinbiennalen.
MoMA PS1 är knutet till Museum of Modern Art sedan år 2000.